# Goldfish Memory
Goldfish Memory (Brasil: Todas as Cores do Amor ) é um filme de comédia dramática produzido na Irlanda, dirigido por Elizabeth Gill e lançado em 2003.